# Десять благородных собак
«Десять благородных собак» (кит. трад. 十駿犬圖, упр. 郎世宁) — серия из десяти вертикальных свитков с изображением собак императора Цяньлуна, созданная придворным живописцем-миссионером Джузеппе Кастильоне (известным в Китае под принятым им именем Лан Шинин (郎世宁)). На данный момент находится в собрании Музея императорского дворца в Тайбэе.
Собаки, ставшие героями серии, были подарены императору Цяньлуну в честь наступления зодиакального года Собаки чиновниками. Девять из них — местная порода группы борзых (предположительно, сицюань), схожие с современными грейхаундами, салюки и уиппетами, а также тибетский мастиф. Большинство из них были названы в честь мифических существ (Жёлтый леопард, Пёстрый тигр, Чёрный дракон, мастиф получил кличку Небесный лев). Джузеппе Кастильоне прославился при дворе своими работами в анималистическом жанре, в частности произведениями с изображением лошадей, среди них монументальный свиток «Сто лошадей», увидев который, император назвал автора главным придворным художником. Согласно архивным записям, создать портреты собак художнику было поручено в 1747 году. На каждом из свитков присутствуют каллиграфические иероглифы на китайском, монгольском и манчжурском языках с кличками собак и именем дарителя. Например, собака по кличке Рыже-жёлтый леопард была подарена премьер-министром Санхэ. На свитке пёс оглядывается назад на сороку, сидящую на павловнии, на работе также присутствуют цветущий гранат и хризантемы. Как и в других работах, Джузеппе Кастильоне в этой серии совместил элементы традиционной китайской живописи и европейского реализма. Манера написания фигур животных является точной до мельчайших деталей (например, глаза и шерсть в различных оттенках), в то время как детали фона изображены в более декоративной и упрощённой манере. Существуют предположения, что из-за столь сильных различий в манере написания над фоном для этой серии работ могли трудиться другие художники.
Серия с собаками и другие произведения Кастильоне оказали влияние на творчество известного современного китайского художника Ай Вэйвэя. В 2018 году, к наступлению года Собаки, китайский скульптор Чоу Ханьюй создал по мотивам серии фарфоровые статуэтки собак. Все собаки воссозданы в тех же позах, что и на свитках. В 1971 и 72 годах изображения серии появились на китайских почтовых марках.

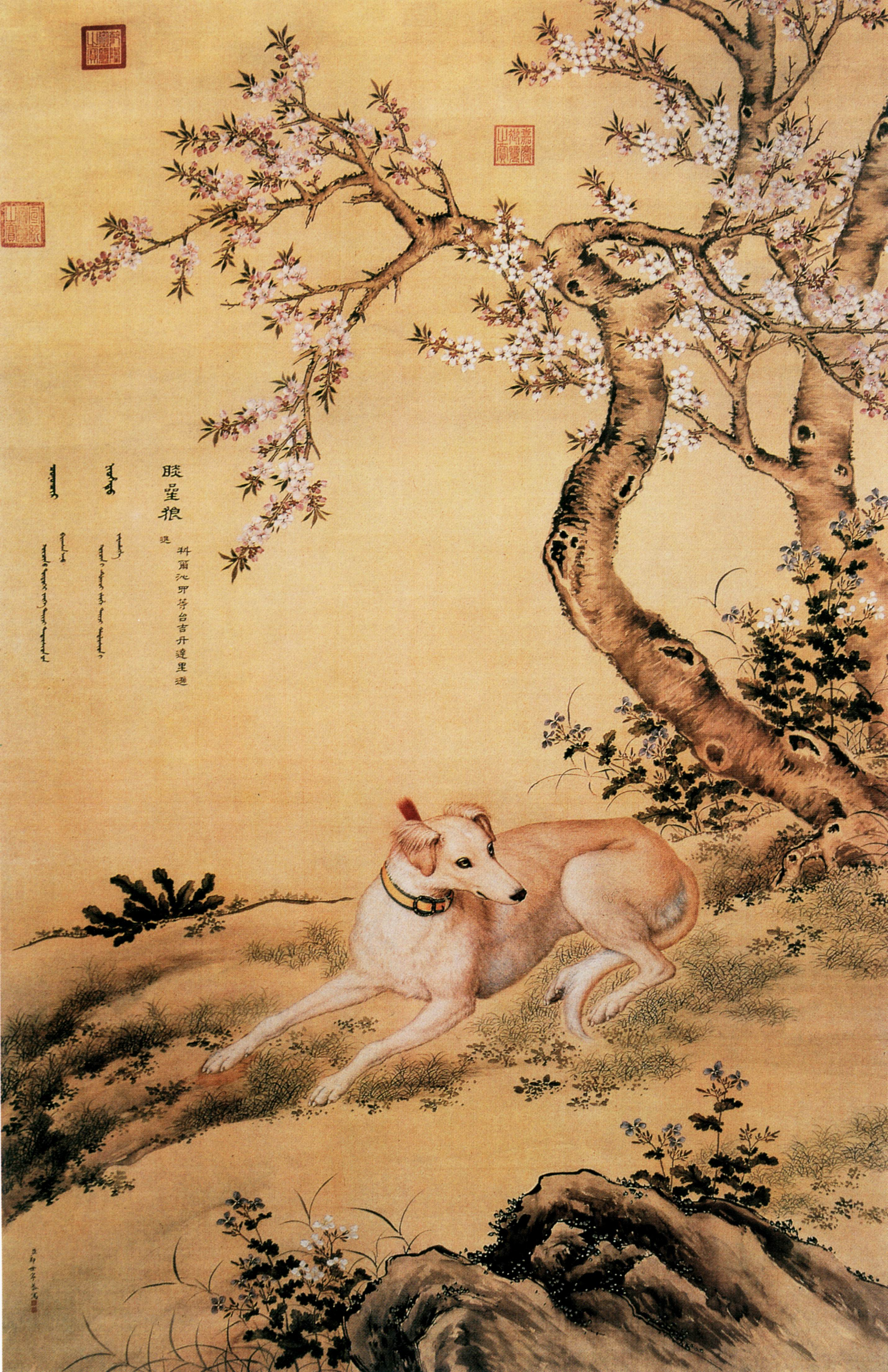
Шаньсинский волк (睒星狼), китайская борзая
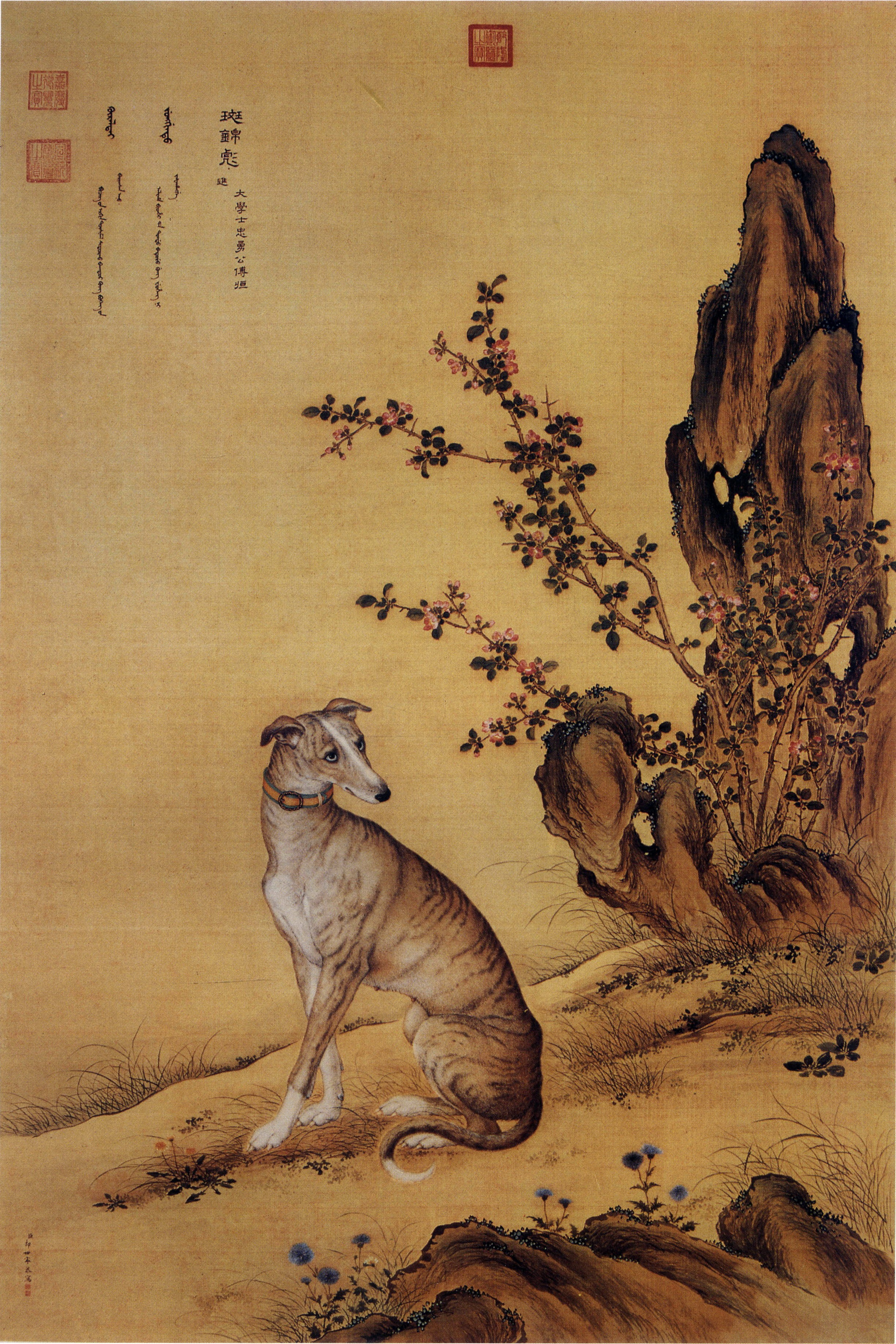
Бандзинбяо (斑锦彪), китайская борзая
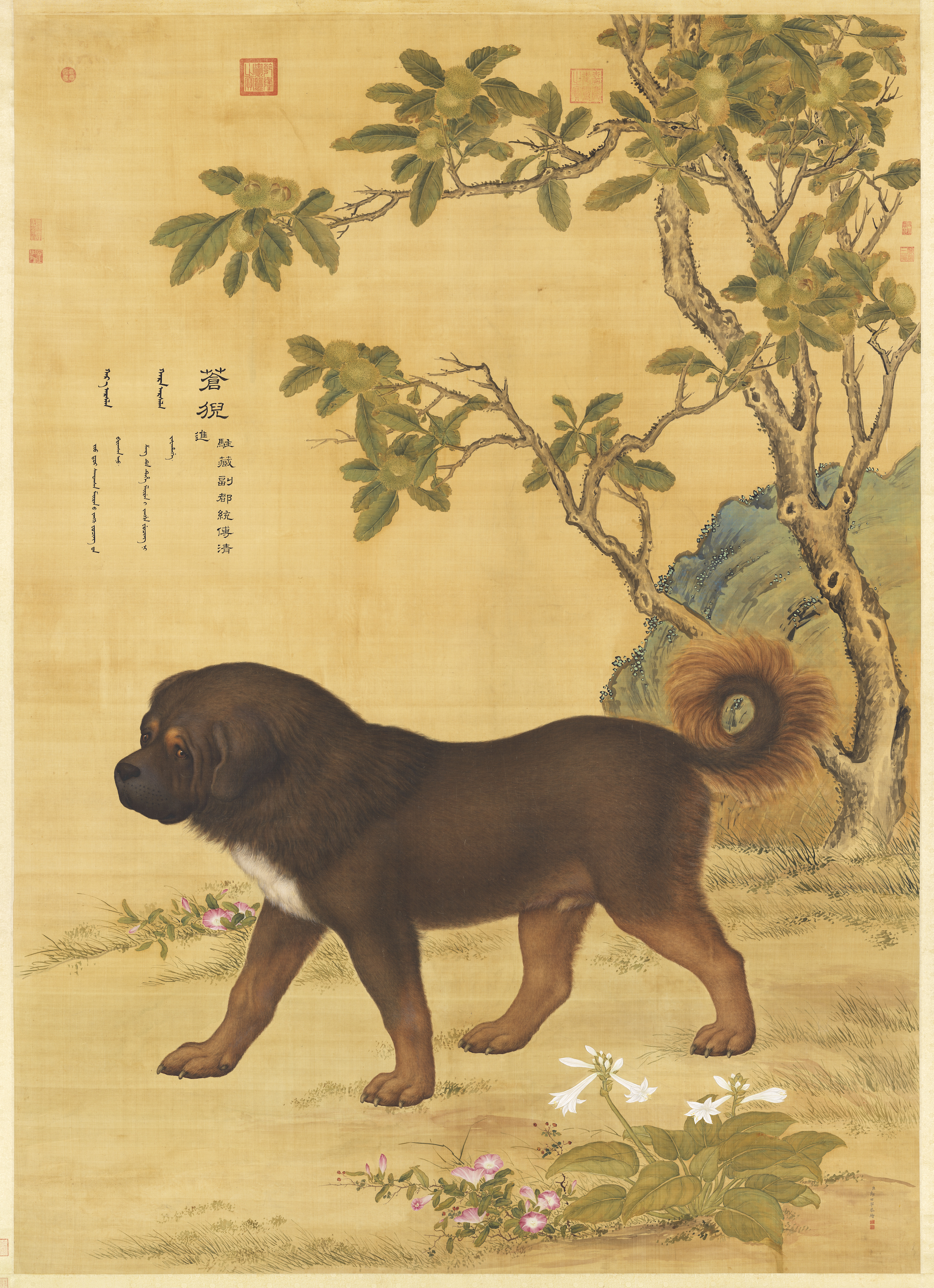
Цанни (苍猊), тибетский мастиф
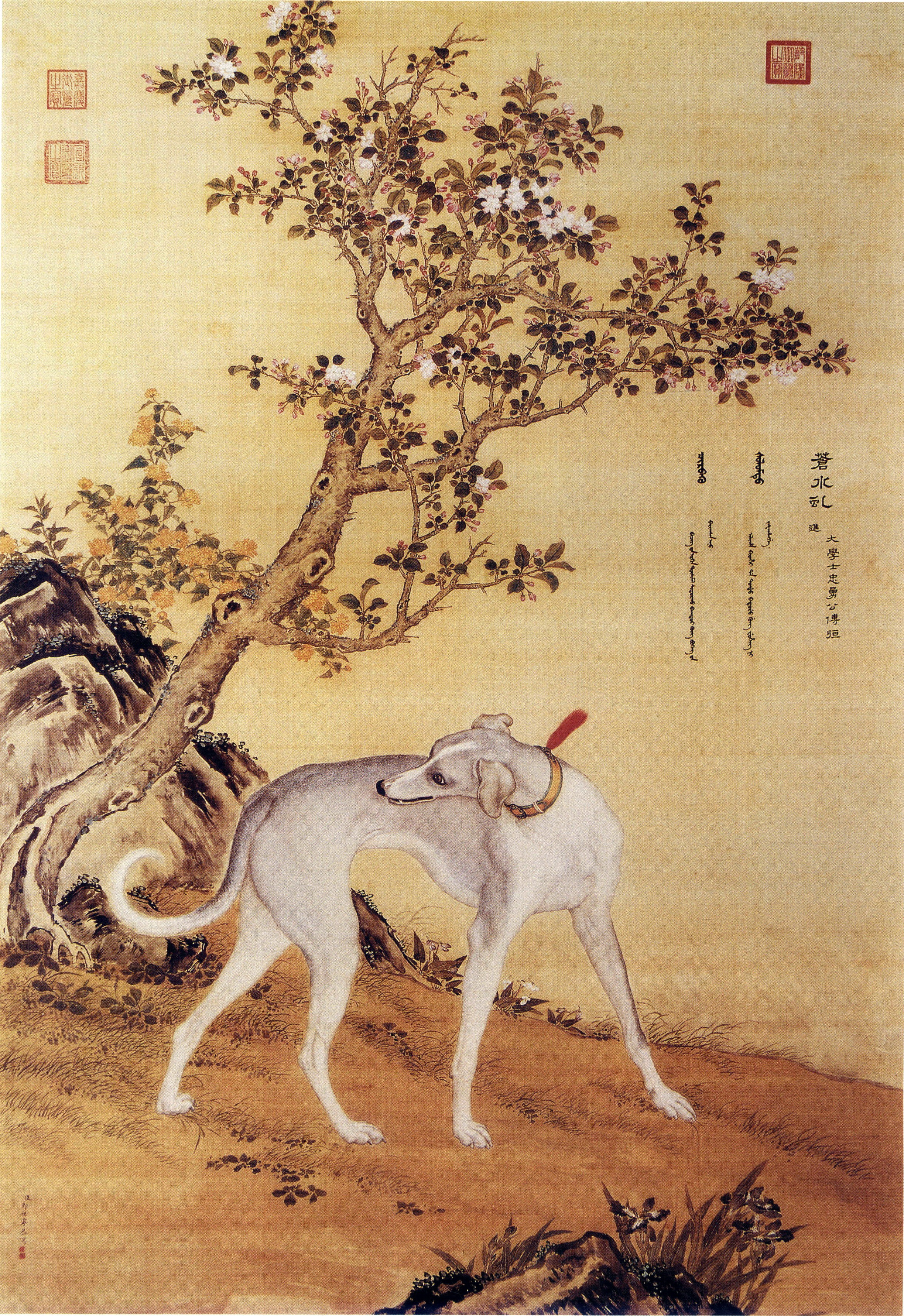
Цаншуйцю (苍水虬), китайская борзая
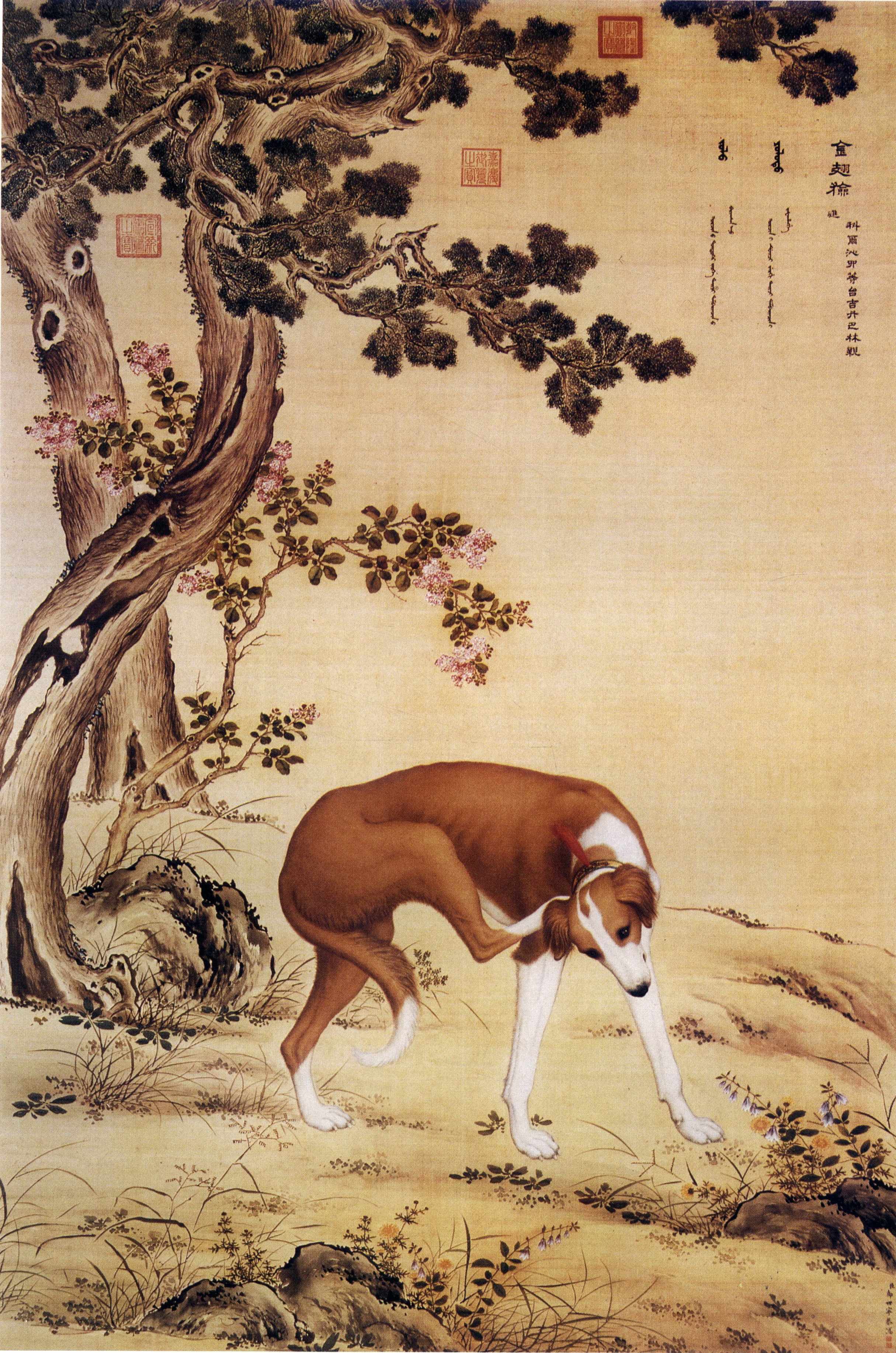
Цзиньчисянь (金翅猃), китайская борзая
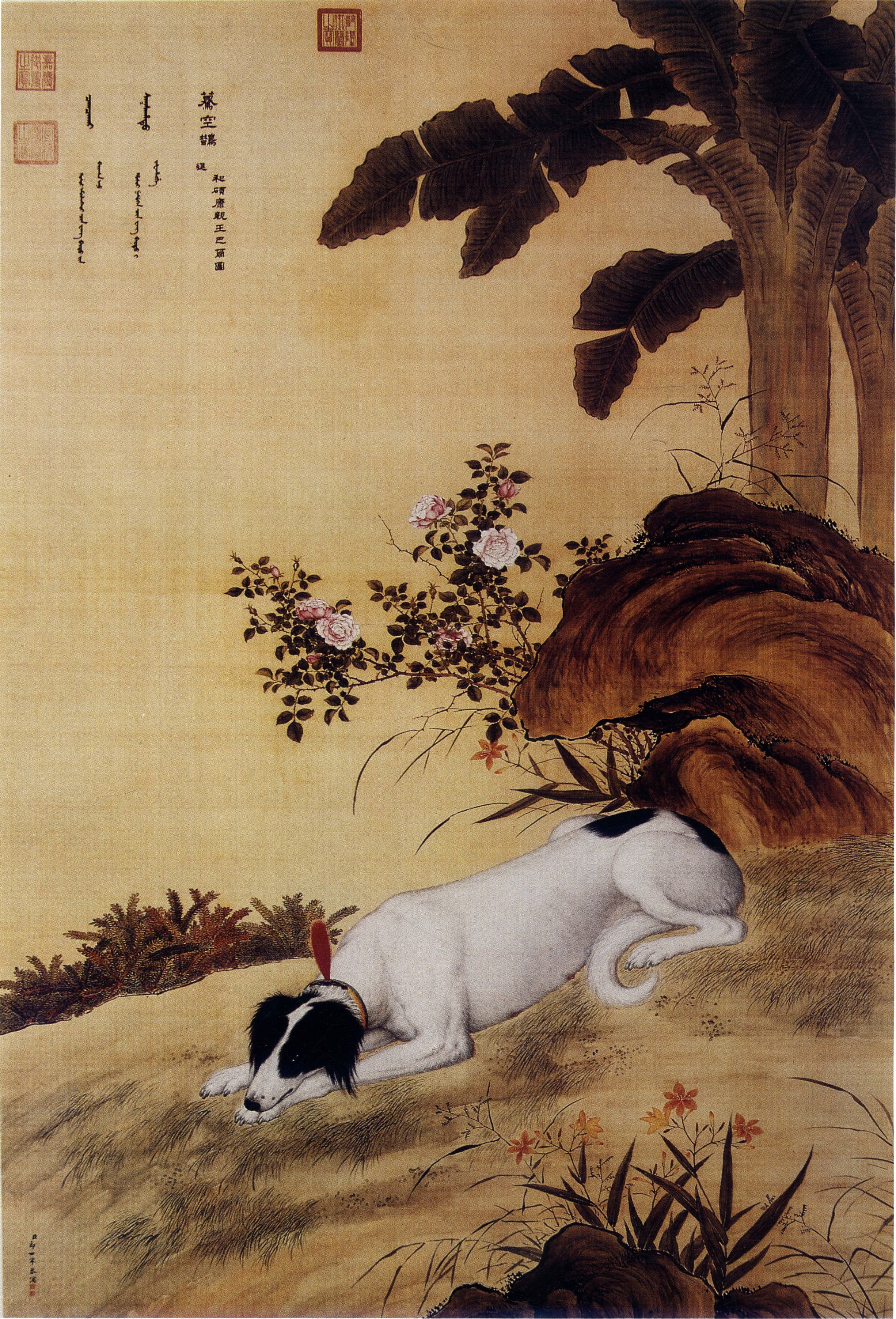
Мукунцюэ (蓦空鹊), китайская борзая
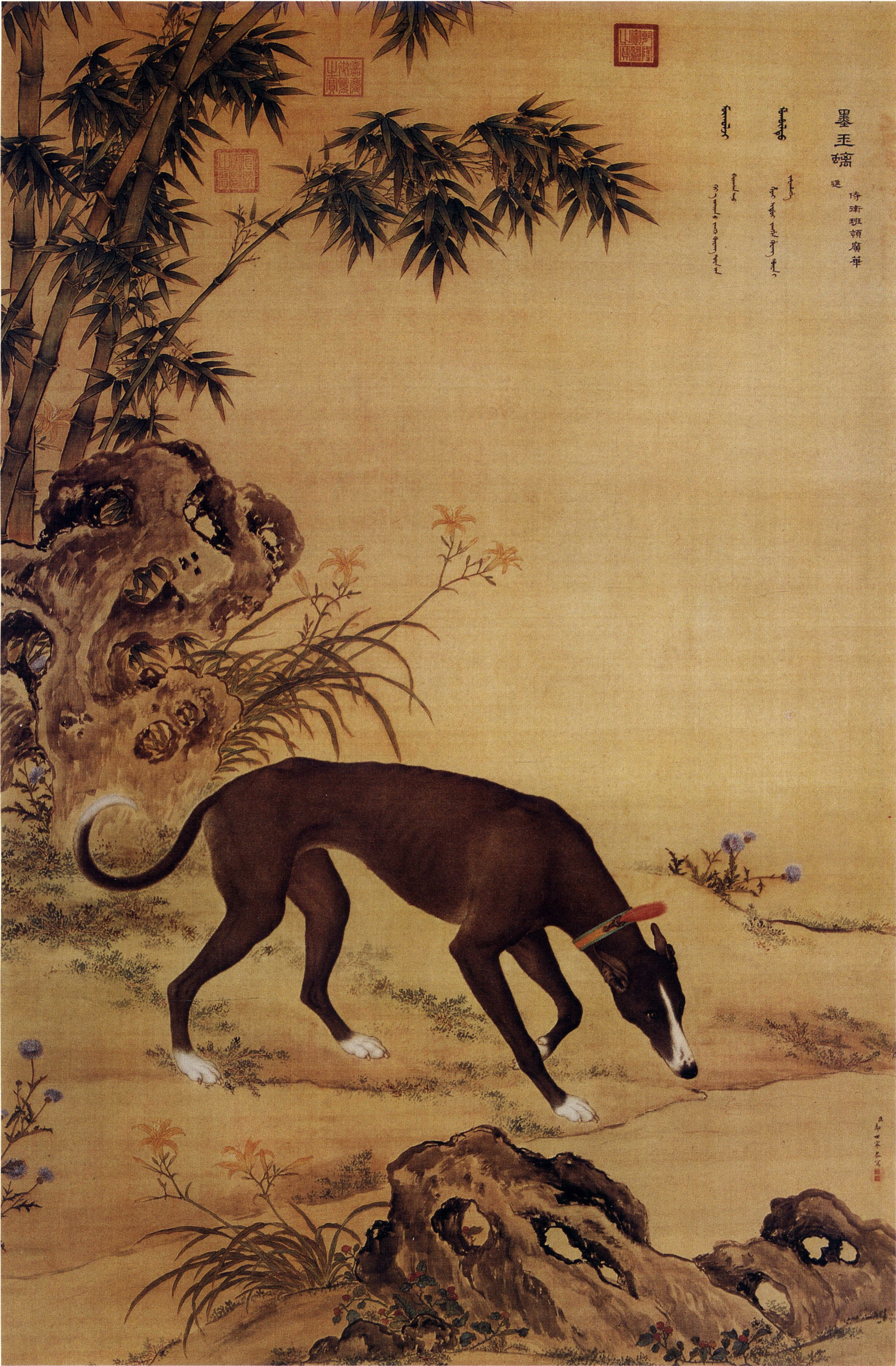
Моюйли (墨玉璃), китайская борзая
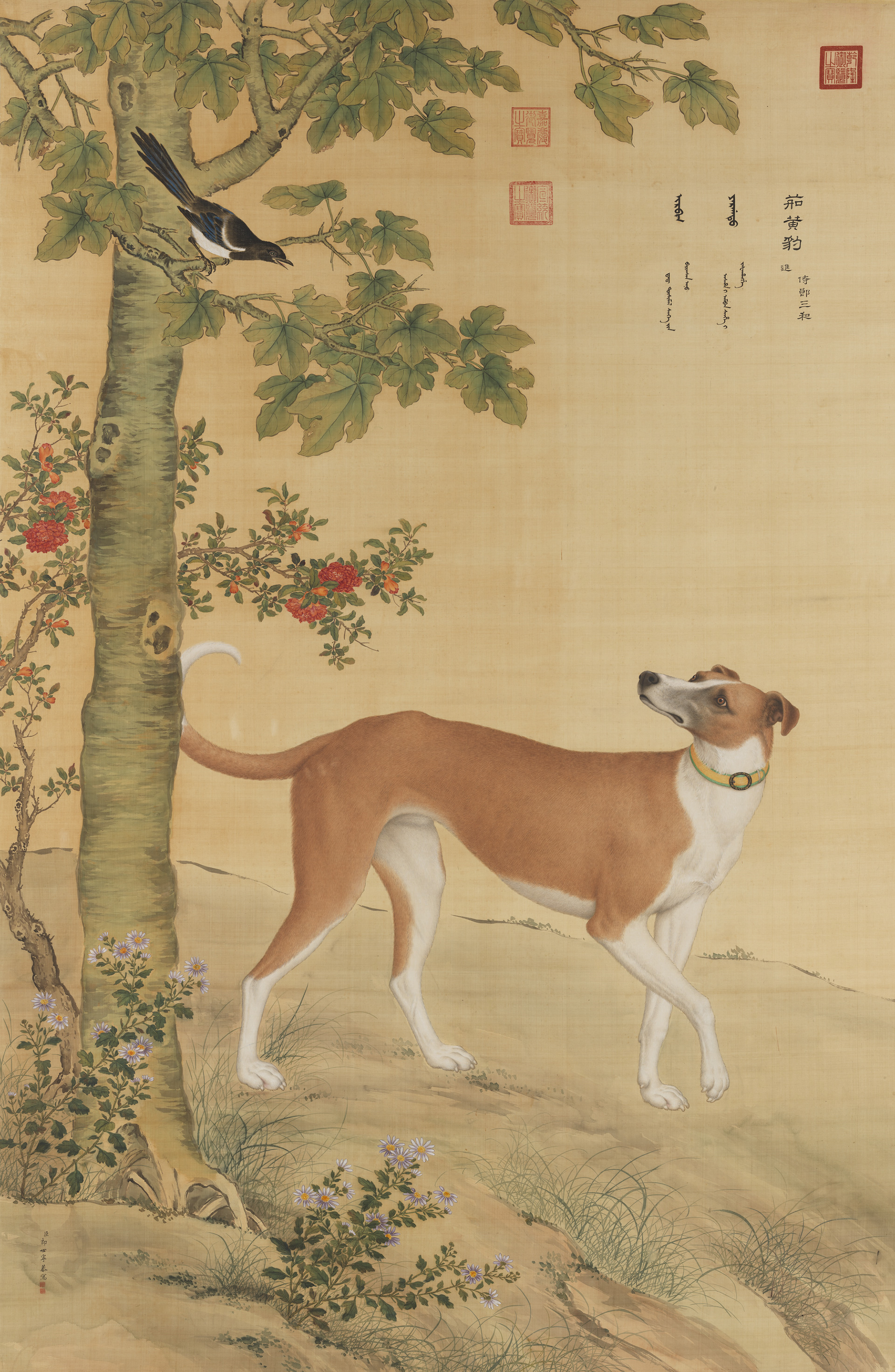
Рыже-жёлтый леопард (茹黄豹), китайская борзая
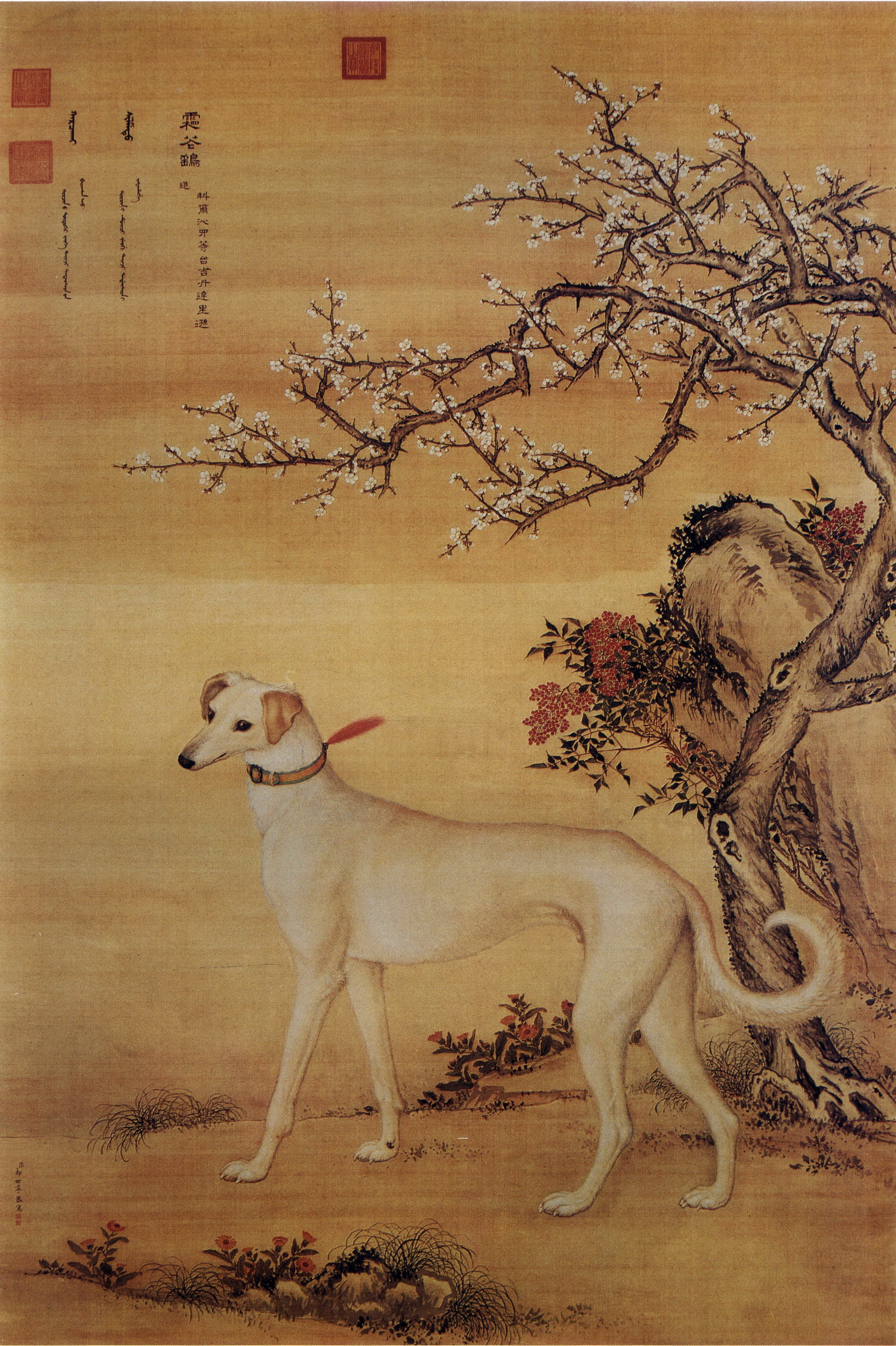
Шуанхуаяо (霜花鹞), китайская борзая
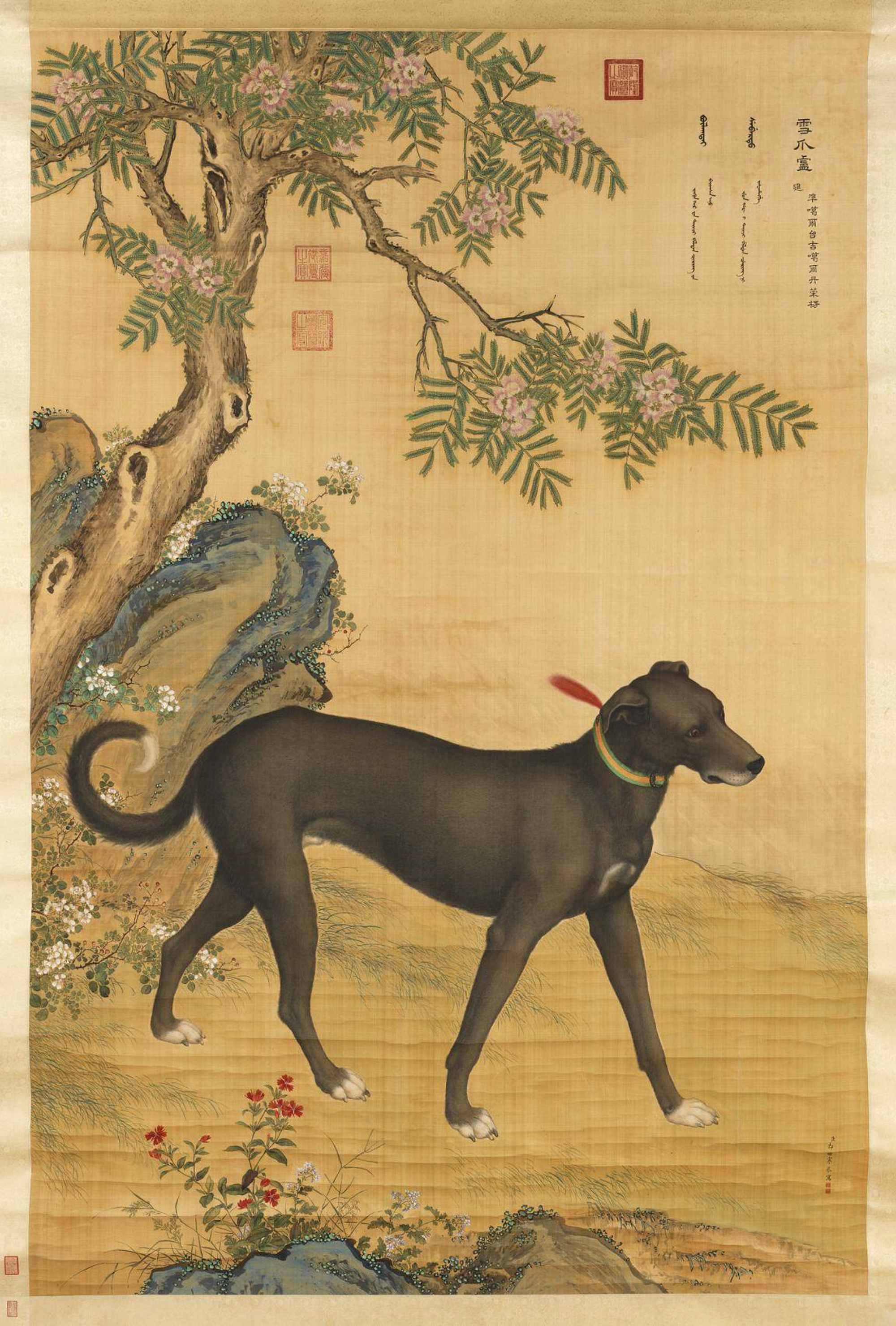
Сюэлучжуа (雪爪卢), китайская борзая